# Provincia di Rieti
La provincia di Rieti è una provincia italiana del Lazio di 150 107 abitanti che ha come capoluogo Rieti. Si estende su una superficie di 2 749,16 km² e comprende 73 comuni.

## Geografia fisica

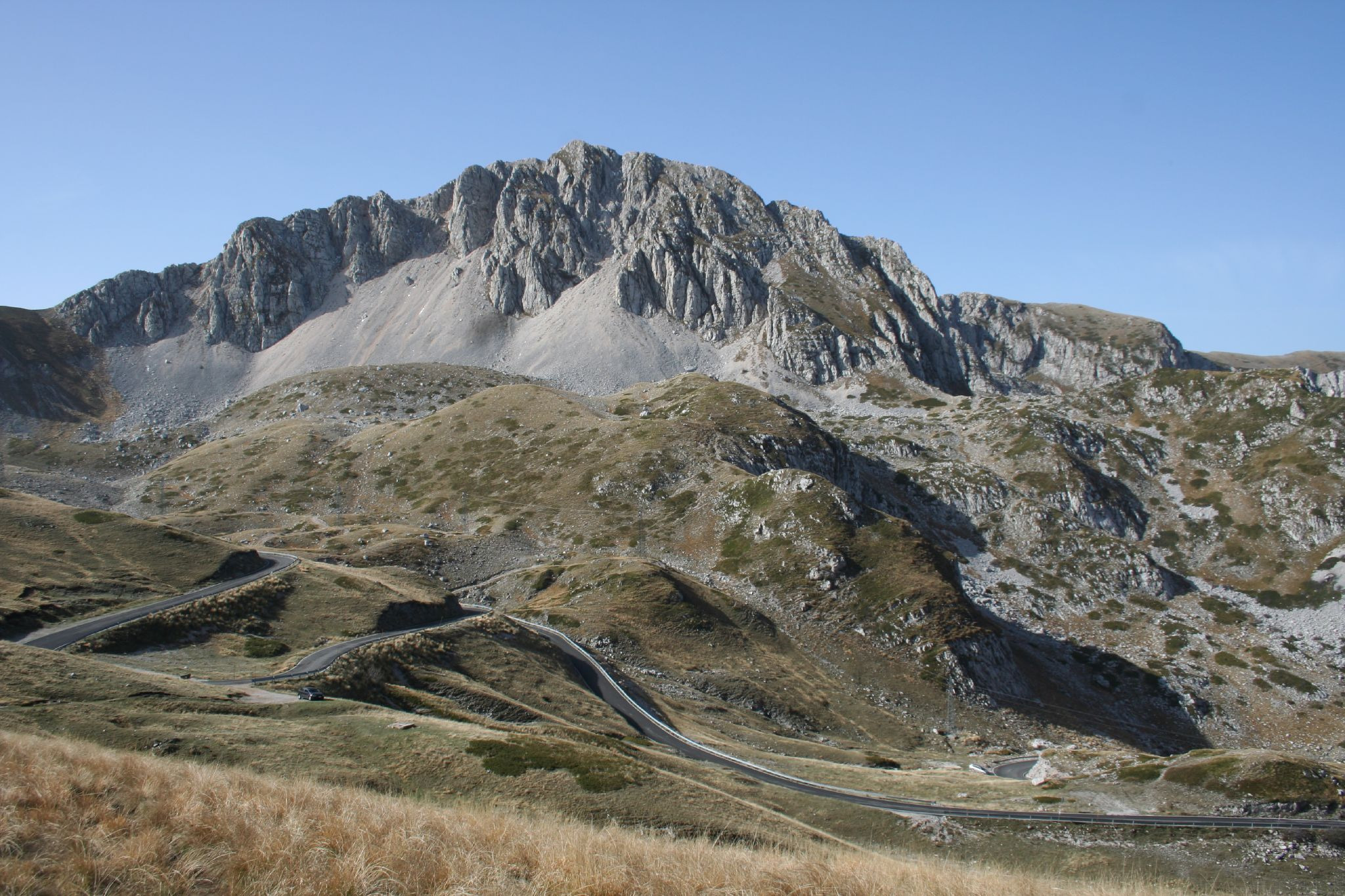
Il monte Terminillo

Posta nel nord-est della regione Lazio, confina a ovest e sud-ovest, lungo il Tevere, con la provincia di Viterbo e la città metropolitana di Roma Capitale; a nord con l'Umbria (provincia di Perugia e provincia di Terni); a nord-est con le Marche (provincia di Ascoli Piceno), e ad est e sud-est con l'Abruzzo (provincia dell'Aquila e provincia di Teramo).
Il territorio è prevalentemente montuoso con i Monti Sabini e i Monti Reatini ad ovest e a nord al confine con l'Umbria, il Monte Terminillo (2.217 m s.l.m.), i Monti della Laga (2.458 m s.l.m.) ad est, i gruppi del Monte Nuria e di Monte Giano, i Monti Carseolani, i Monti del Cicolano e i Monti della Duchessa a sud e sud-est e al confine con l'Abruzzo. La principale pianura è la Piana Reatina. La restante parte collinare comprende la bassa Sabina a sud-ovest ai confini con la provincia di Roma. Di notevole importanza sono i due laghi artificiali: il lago del Salto e il lago del Turano, entrambi nati nel ventennio fascista, situati rispettivamente nella Valle del Salto appartenente alla zona del Cicolano e in bassa Sabina e di Scandarello, presso Amatrice.

### Idrografia

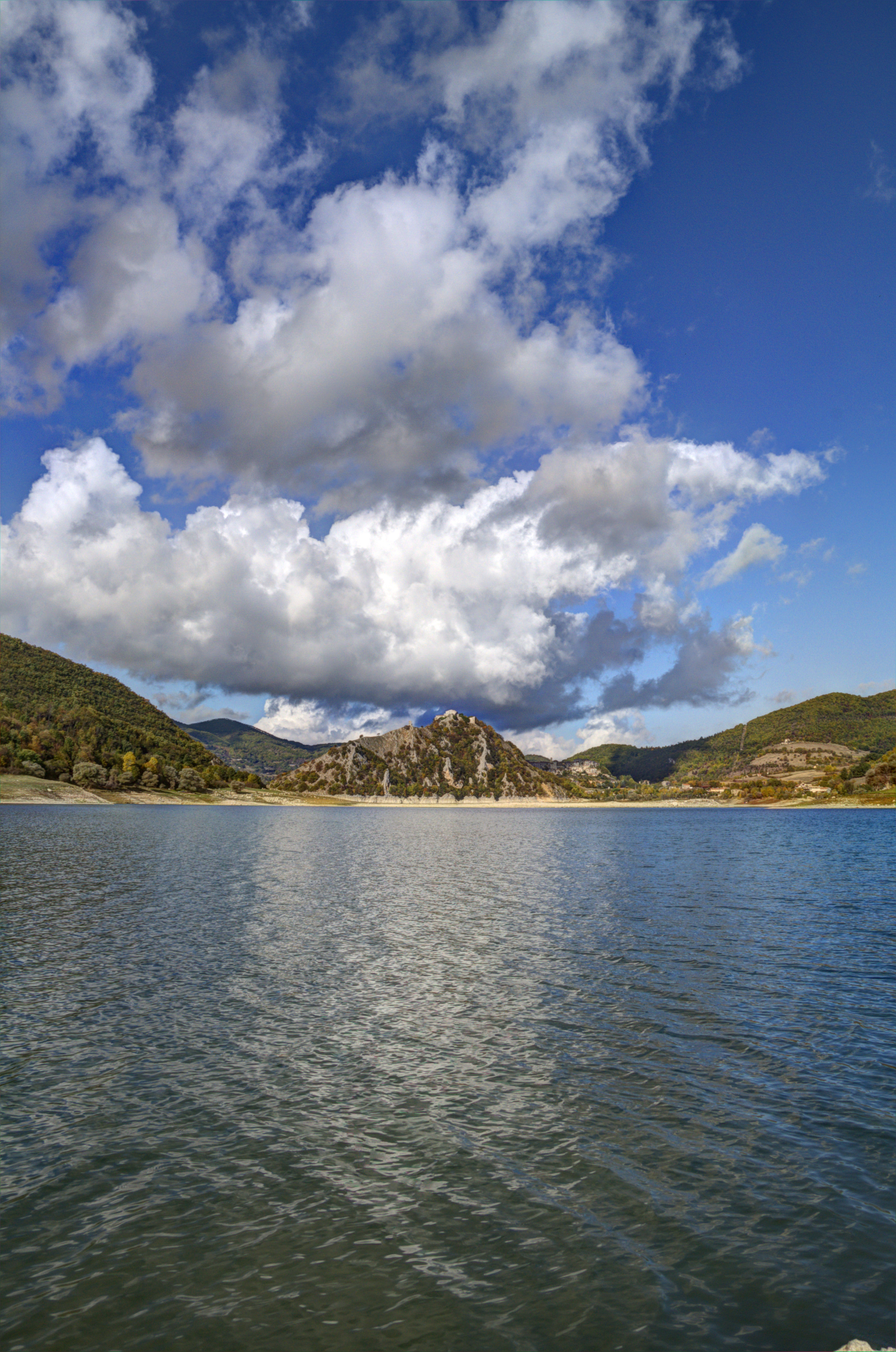
Acque del lago Turano

#### Fiumi
- Tevere
- Velino
- Salto
- Turano
- Peschiera
- Farfa
- Aia (Imella)
- L'Apa
- Corno

#### Laghi
La maggior parte dei seguenti laghi hanno origine artificiale:

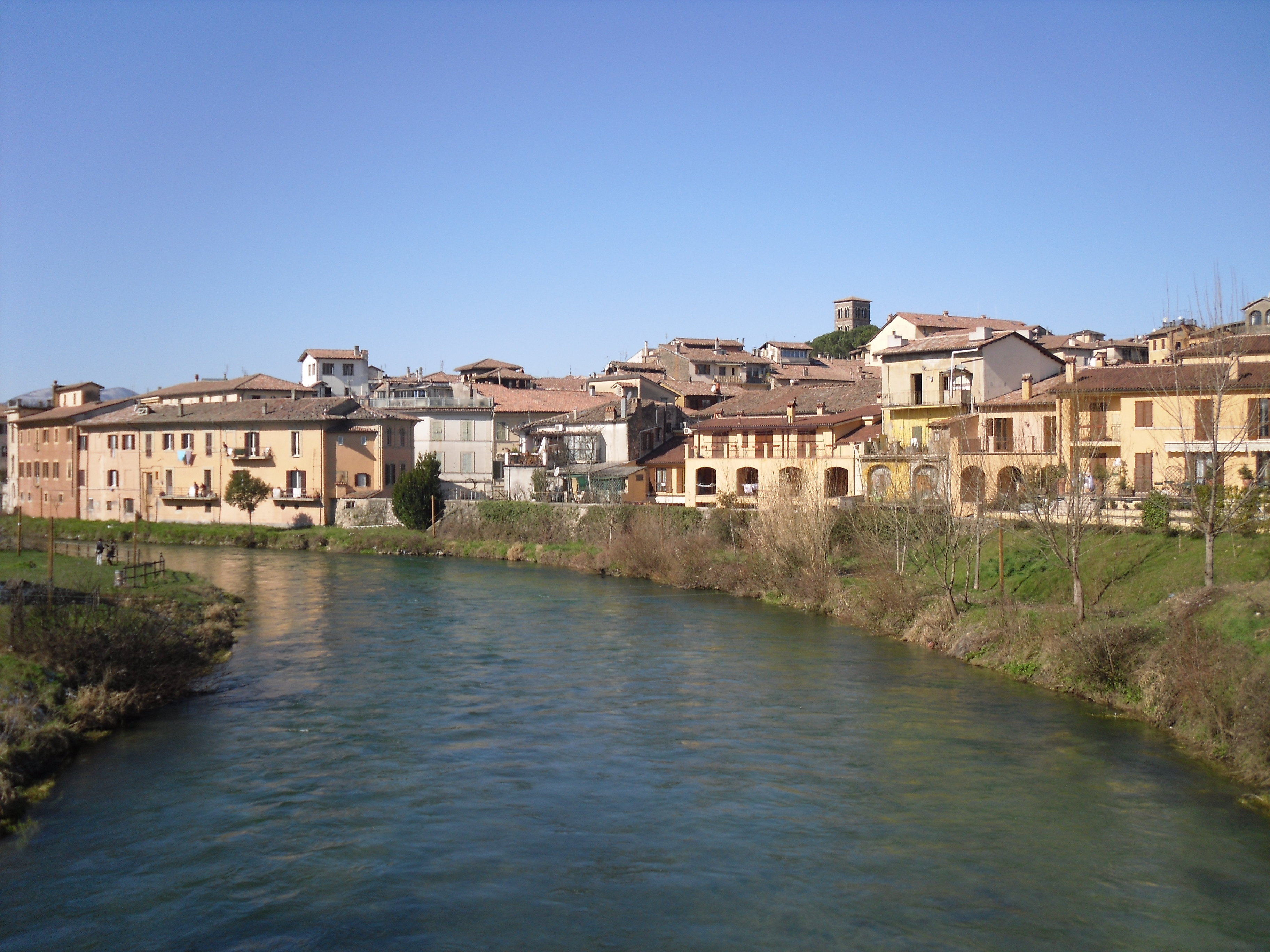
Il fiume Velino attraversa Rieti

- Lago del Salto
- Lago del Turano
- Lago di Rascino
- Lago di Petrella
- Lago di Cornino
- Lago della Duchessa
- Lago di Scandarello
- Lago di Paterno
- Lago Lungo o di Cantalice
- Lago di Ripasottile
- Lago di Ventina

## Storia
La provincia di Rieti fu istituita nel 1927 dal governo fascista insieme ad altre 16, in occasione di un radicale riordino delle circoscrizioni provinciali, nel tentativo di restituire unità politica all'antica regione della Sabina, che prende il nome dai sabini, una delle popolazioni osco-umbre. La provincia fu ottenuta unendo il territorio del circondario di Rieti (che era stato parte della provincia di Perugia dall'unificazione italiana fino al 1923, per poi divenire parte della provincia di Roma dal 1923 al 1927) al territorio dell'ex circondario di Cittaducale (già parte della provincia di Aquila degli Abruzzi). Nessuna delle due parti della nuova provincia era quindi in origini un territorio laziale, bensì umbro e abruzzese. L'auspicio di unità e concordia tra territori per tanto tempo lacerati e divisi da confini interni trovò spazio nel motto della neonata provincia: «Tota Sabina Civitas» (tutta la Sabina [sia] un'[unica] comunità). La costituzione della provincia provocò numerose proteste dall'Aquila, provincia che si vedeva privata di una grossa parte del suo territorio.

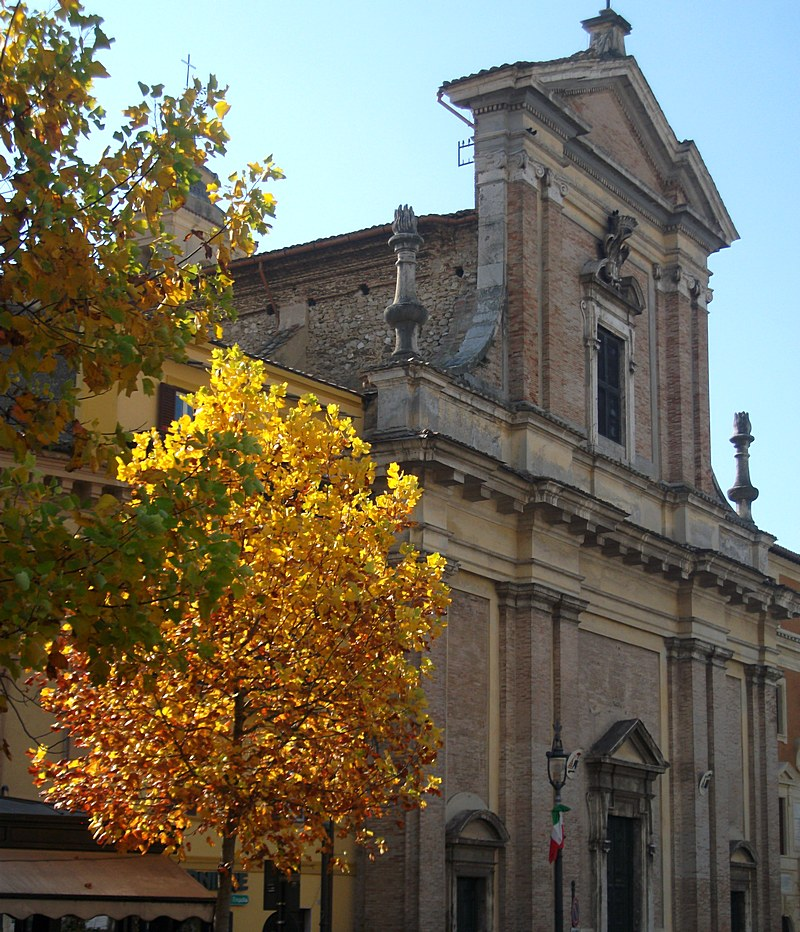
La Cattedrale di Poggio Mirteto

Nel secondo dopoguerra, nel corso del dibattito sull'assetto istituzionale repubblicano, ci si interrogò sull'opportunità o meno di mantenere la suddivisione provinciale operata dal fascismo, e la provincia dell'Aquila in sede di assemblea costituente tornò a chiedere la restituzione dell'ex circondario di Cittaducale. In tale occasione il presidente della provincia reatina Luigi Colarieti agì di anticipo ed interpellò tutti i comuni, i quali si espressero con delibere inoppugnabili dei rispettivi consigli a favore della permanenza nella provincia di Rieti. Solo due comuni misero delle condizioni alla loro permanenza: Borgocollefegato (odierna Borgorose), che si riservava la possibilità di aggregarsi al resto della Marsica se il governo avesse creato un'eventuale provincia di Avezzano, e Cittaducale che si pronunciava favorevole a rimanere nella provincia di Rieti solo se questa fosse rimasta nel Lazio (avrebbe considerato un ritorno alla provincia dell'Aquila se Rieti fosse stata invece aggregata all'Umbria).

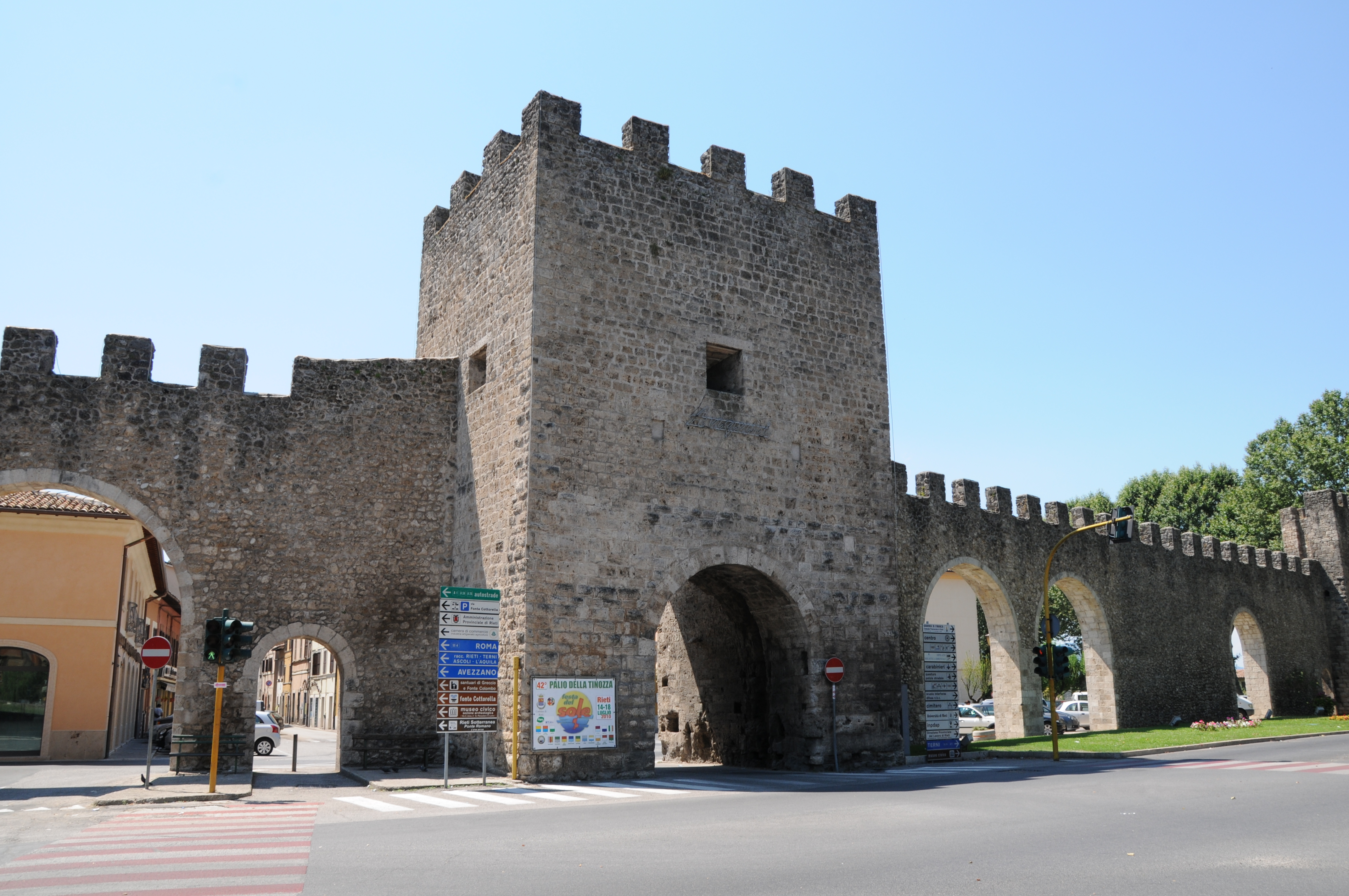
Le mura medievali di Rieti

L'integrità territoriale della provincia di Rieti è stata messa a rischio negli ultimi anni, non per ragioni storico-culturali quanto per le scarse attenzioni rivolte al territorio da una gestione dell'amministrazione regionale considerata romanocentrica, e per la grande disomogeneità dello sviluppo economico della regione. I comuni montani dell'alta valle del Velino, duramente colpiti dallo spopolamento e carenti sia di infrastrutture di collegamento che di posti di lavoro, hanno talvolta minacciato di lasciare la provincia di Rieti ed il Lazio: è il caso di Leonessa, dove a fine 2008 si tenne un referendum in cui la grande maggioranza degli abitanti si pronunciò a favore dell'aggregazione all'Umbria, ma non venne raggiunto il quorum necessario. Viceversa il territorio della bassa Sabina, che grazie agli efficaci collegamenti con Roma è ormai divenuto a tutti gli effetti un satellite nell'orbita della capitale ed ha conosciuto un notevole sviluppo economico e demografico (dovuto all'immigrazione di pendolari da Roma), si trova invece a combattere la trasformazione del territorio in periferia romana, problema esattamente opposto rispetto al mancato sviluppo della restante provincia, sviluppando una sempre maggiore affinità con i comuni dell'area tiberina.

### Simboli
Lo stemma, concesso insieme al gonfalone con R.D. del 12 maggio 1928, ha la seguente blasonatura:

## Luoghi d'interesse

### Aree protette
Sono numerose le aree protette nel territorio provinciale. A sud si trova il Parco regionale naturale dei Monti Lucretili, a sud-est la Riserva regionale Montagne della Duchessa e una piccola parte del Parco naturale regionale Sirente-Velino. Tra le due aree sorge la Riserva naturale Monte Navegna e Monte Cervia (tra il lago del Salto e il lago del Turano). A nord-est il gruppo dei Monti della Laga (nel Parco Nazionale del Gran Sasso e Monti della Laga). Nella Piana Reatina si trova la Riserva parziale naturale dei Laghi Lungo e Ripasottile, a ovest parte della Riserva naturale di Nazzano, Tevere-Farfa.

## Comuni

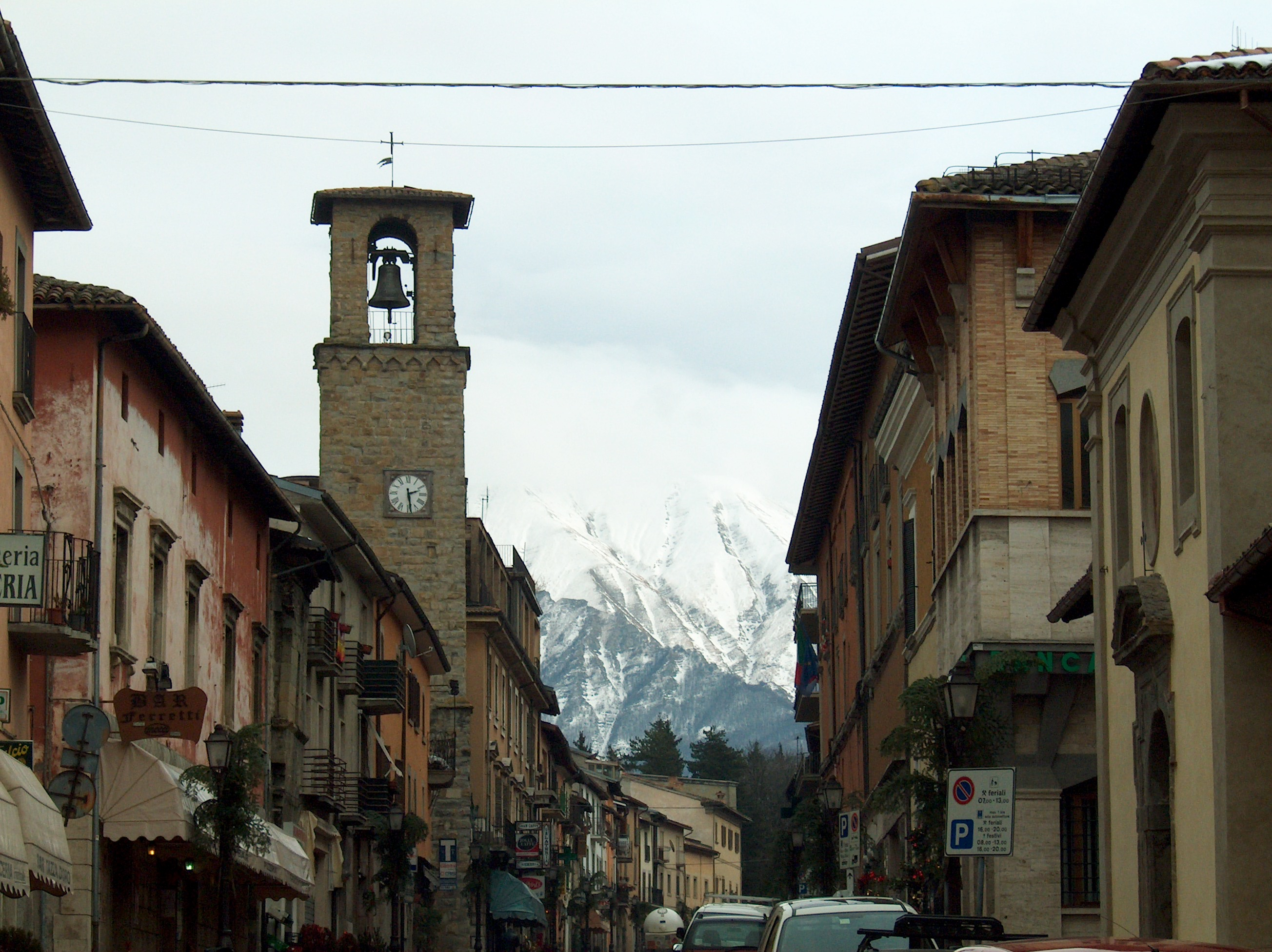
Amatrice, luogo di origine della pasta all'amatriciana

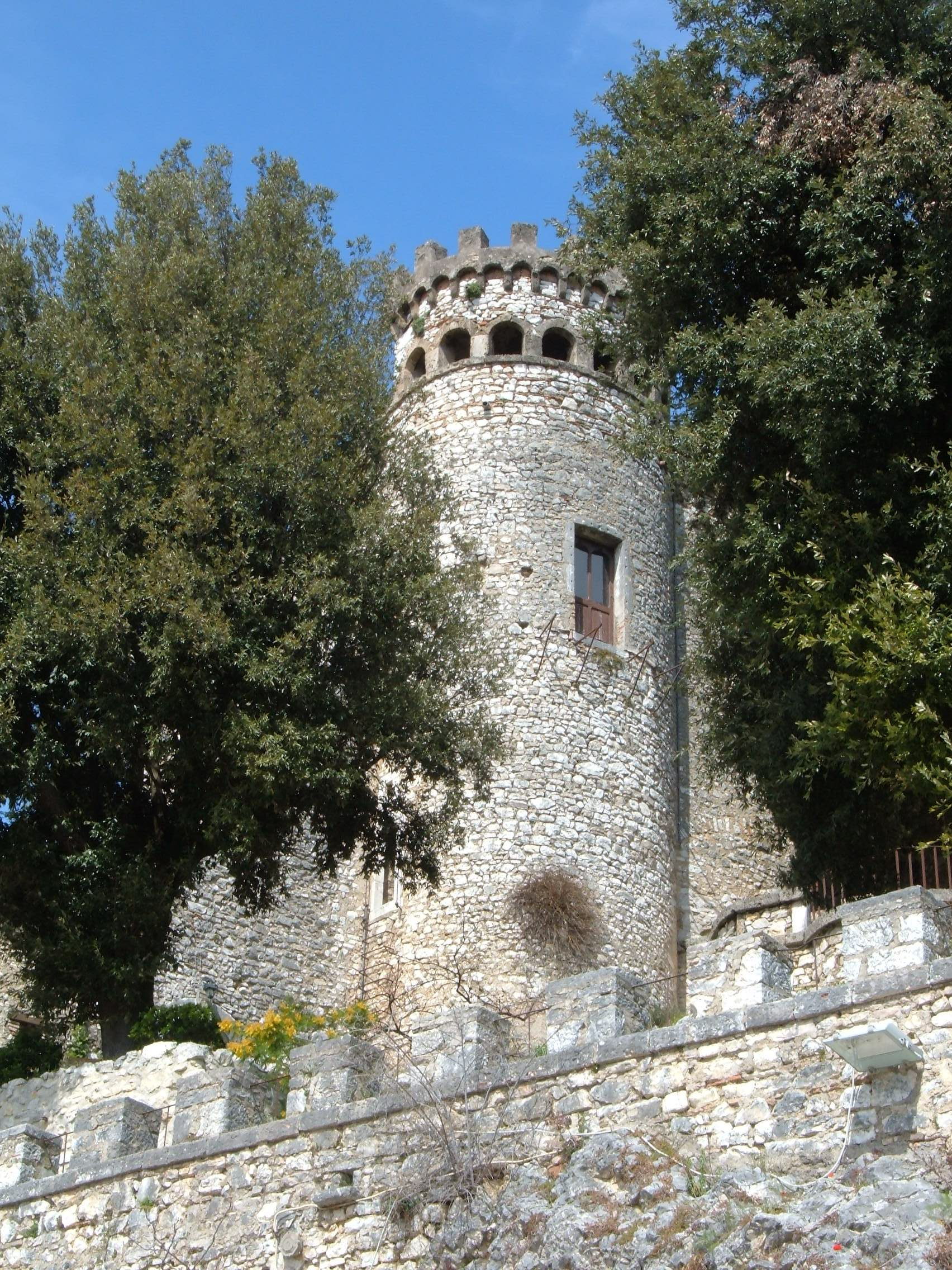
Il castello Nobili Vitelleschi di Labro

Appartengono alla provincia di Rieti i seguenti 73 comuni:
- Accumoli
- Amatrice
- Antrodoco
- Ascrea
- Belmonte in Sabina
- Borbona
- Borgo Velino
- Borgorose
- Cantalice
- Cantalupo in Sabina
- Casaprota
- Casperia
- Castel Sant'Angelo
- Castel di Tora
- Castelnuovo di Farfa
- Cittaducale
- Cittareale
- Collalto Sabino
- Colle di Tora
- Collegiove
- Collevecchio
- Colli sul Velino
- Concerviano
- Configni
- Contigliano
- Cottanello
- Fara in Sabina
- Fiamignano
- Forano
- Frasso Sabino
- Greccio
- Labro
- Leonessa
- Longone Sabino
- Magliano Sabina
- Marcetelli
- Micigliano
- Mompeo
- Montasola
- Monte San Giovanni in Sabina
- Montebuono
- Monteleone Sabino
- Montenero Sabino
- Montopoli di Sabina
- Morro Reatino
- Nespolo
- Orvinio
- Paganico Sabino
- Pescorocchiano
- Petrella Salto
- Poggio Bustone
- Poggio Catino
- Poggio Mirteto
- Poggio Moiano
- Poggio Nativo
- Poggio San Lorenzo
- Posta
- Pozzaglia Sabina
- Rieti
- Rivodutri
- Rocca Sinibalda
- Roccantica
- Salisano
- Scandriglia
- Selci
- Stimigliano
- Tarano
- Toffia
- Torri in Sabina
- Torricella in Sabina
- Turania
- Vacone
- Varco Sabino

### Comuni più popolosi

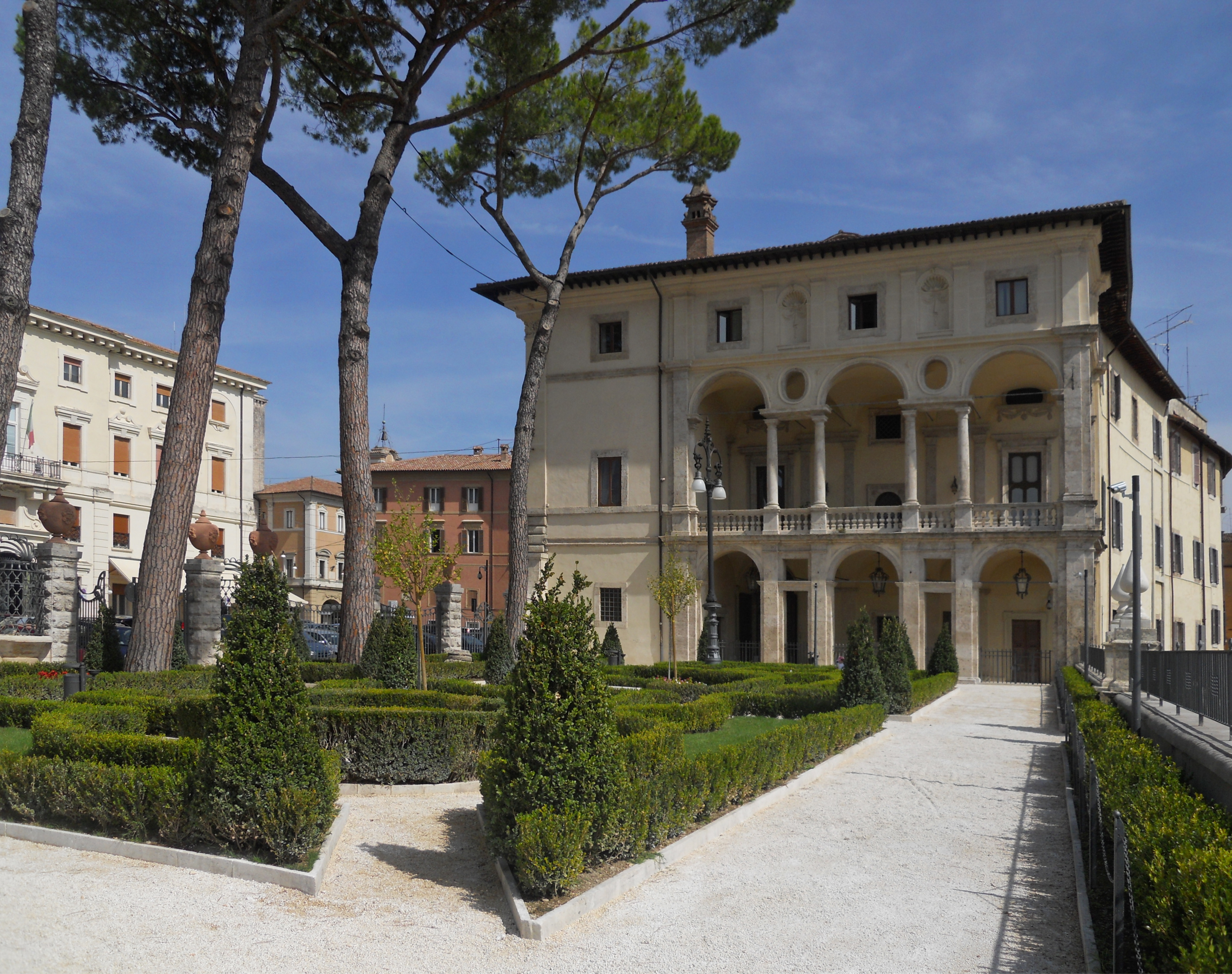
I giardini e la loggia di Palazzo Vincentini a Rieti

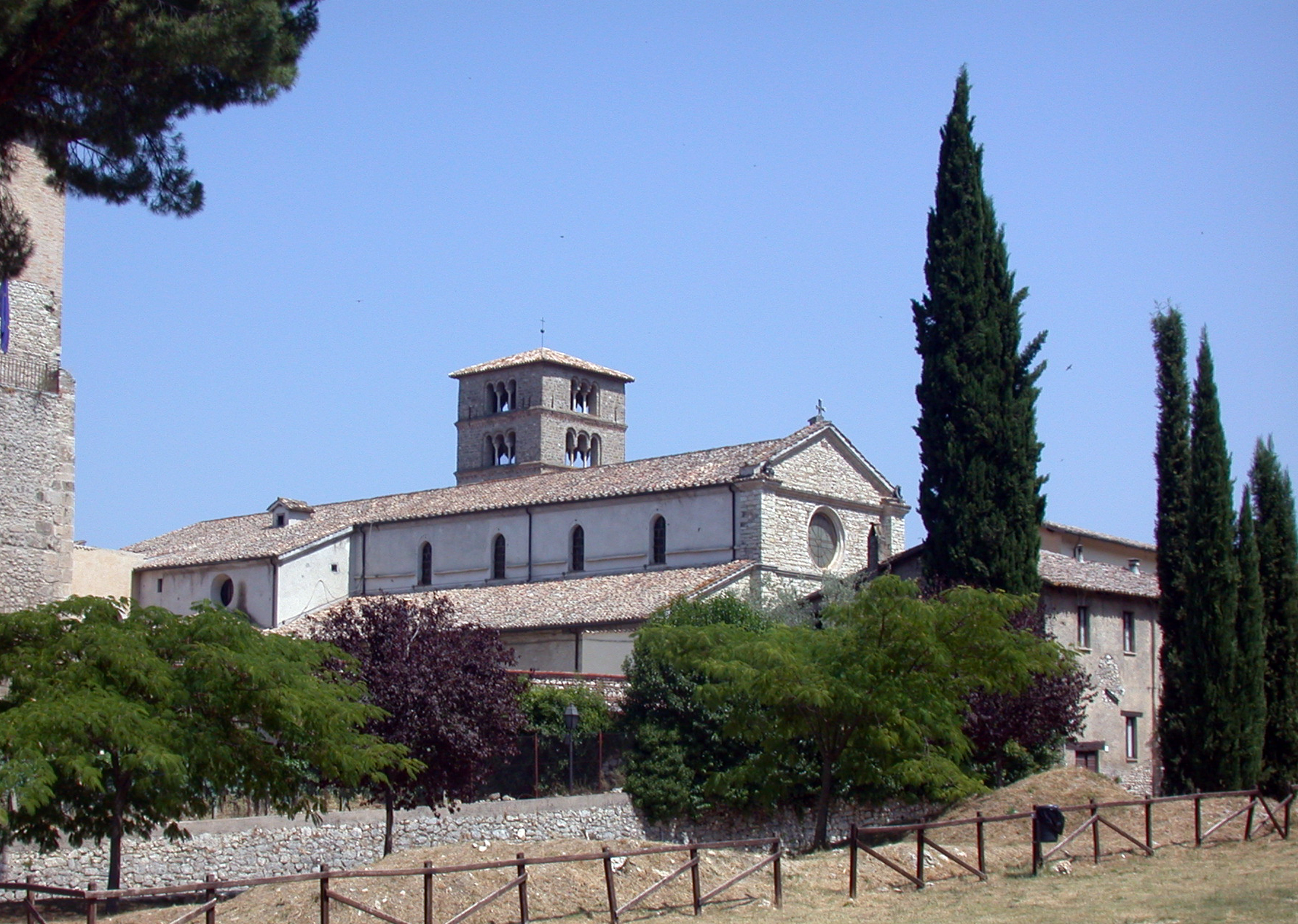
L'abbazia di Farfa

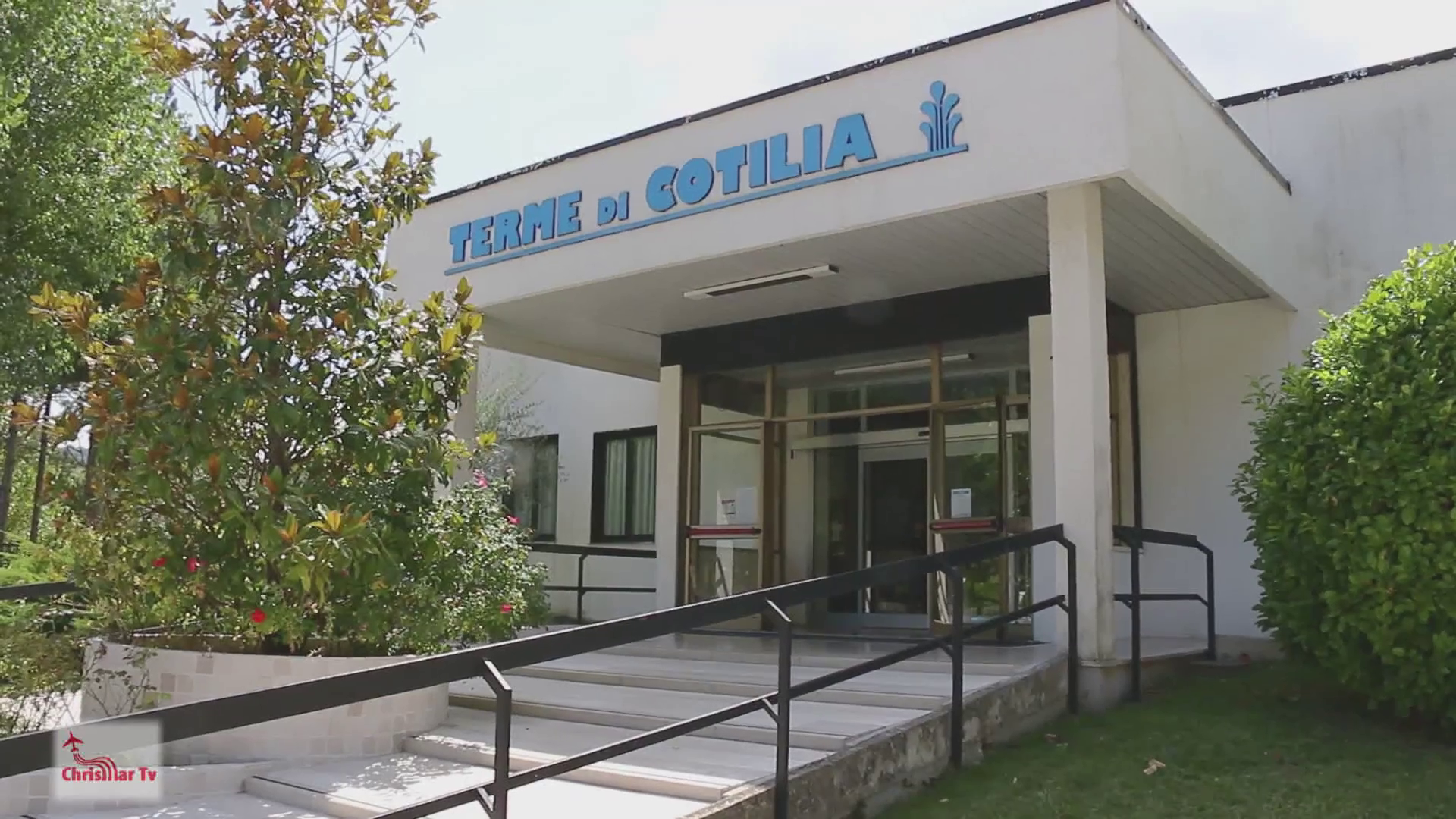
Le terme di Cotilia

| Posizione | Città                        | Popolazione (ab) | Superficie (km²) |
| --------- | ---------------------------- | ---------------- | ---------------- |
| 1         | Rieti                        | 45 170           | 231,59 km²       |
| 2         | Fara in Sabina               | 13 895           | 55 km²           |
| 3         | Cittaducale                  | 6 426            | 71 km²           |
| 4         | Poggio Mirteto               | 6 069            | 26,4 km²         |
| 5         | Borgorose                    | 4 228            | 145,82 km²       |
| 6         | Montopoli di Sabina          | 4 112            | 37,94 km²        |
| 7         | Contigliano                  | 3 646            | 53,55 km²        |
| 8         | Magliano Sabina              | 3 456            | 43,23 km²        |
| 9         | Scandriglia                  | 3 318            | 63,35 km²        |
| 10        | Forano                       | 3 283            | 17,69 km²        |
| 11        | Poggio Moiano                | 2 766            | 26,95 km²        |
| 12        | Poggio Nativo                | 2 581            | 16,5 km²         |
| 13        | Cantalice                    | 2 416            | 37,62 km²        |
| 14        | Antrodoco                    | 2 257            | 63,9 km²         |
| 15        | Stimigliano                  | 2 222            | 11,38 km²        |
| 16        | Amatrice                     | 2 169            | 174,4 km²        |
| 17        | Leonessa                     | 2 046            | 204,04 km²       |
| 18        | Poggio Bustone               | 1 965            | 22,38 km²        |
| 19        | Pescorocchiano               | 1 797            | 94,78 km²        |
| 20        | Cantalupo in Sabina          | 1 657            | 10,62 km²        |
| 21        | Collevecchio                 | 1 618            | 26,95 km²        |
| 21        | Greccio                      | 1 466            | 17,86 km²        |
| 23        | Tarano                       | 1 366            | 19,98 km²        |
| 24        | Poggio Catino                | 1 309            | 14,98 km²        |
| 25        | Torricella in Sabina         | 1 288            | 25,79 km²        |
| 26        | Torri in Sabina              | 1 215            | 26,31 km²        |
| 27        | Casperia                     | 1 201            | 25,31 km²        |
| 28        | Castel Sant'Angelo           | 1 177            | 31,27 km²        |
| 29        | Fiamignano                   | 1 162            | 100,62 km²       |
| 30        | Selci                        | 1 145            | 7,73 km²         |
| 31        | Monteleone Sabino            | 1 135            | 19,04 km²        |
| 32        | Rivodutri                    | 1 120            | 26,79 km²        |
| 33        | Toffia                       | 1 067            | 11,33 km²        |
| 34        | Petrella Salto               | 1 030            | 102,93 km²       |
| 35        | Castelnuovo di Farfa         | 993              | 8,84 km²         |
| 36        | Borgo Velino                 | 903              | 18,29 km²        |
| 37        | Montebuono                   | 829              | 19,73 km²        |
| 38        | Rocca Sinibalda              | 798              | 49,56 km²        |
| 39        | Frasso Sabino                | 732              | 4,39 km²         |
| 40        | Casaprota                    | 683              | 14,55 km²        |
| 41        | Monte San Giovanni in Sabina | 666              | 30,76 km²        |
| 42        | Belmonte in Sabina           | 632              | 23,65 km²        |
| 43        | Borbona                      | 577              | 47,96 km²        |
| 44        | Configni                     | 566              | 22,93 km²        |
| 45        | Poggio San Lorenzo           | 552              | 8,67 km²         |
| 46        | Longone Sabino               | 543              | 34,33 km²        |
| 47        | Posta                        | 532              | 66,01 km²        |
| 48        | Cottanello                   | 526              | 36,7 km²         |
| 49        | Roccantica                   | 525              | 16,72 km²        |
| 50        | Mompeo                       | 516              | 10,89 km²        |
| 51        | Accumoli                     | 503              | 87,37 km²        |
| 52        | Salisano                     | 475              | 17,6 km²         |
| 53        | Colli sul Velino             | 465              | 12,76 km²        |
| 54        | Montasola                    | 394              | 12,75 km²        |
| 55        | Orvinio                      | 383              | 24,69 km²        |
| 56        | Collalto Sabino              | 380              | 22,37 km²        |
| 57        | Cittareale                   | 375              | 59,67 km²        |
| 58        | Colle di Tora                | 349              | 14,37 km²        |
| 59        | Labro                        | 344              | 11,75 km²        |
| 60        | Morro Reatino                | 337              | 15,74 km²        |
| 61        | Pozzaglia Sabina             | 303              | 24,98 km²        |
| 62        | Concerviano                  | 276              | 21,39 km²        |
| 63        | Castel di Tora               | 272              | 15,49 km²        |
| 64        | Montenero Sabino             | 262              | 22,59 km²        |
| 65        | Turania                      | 238              | 8,51 km²         |
| 66        | Vacone                       | 222              | 9,19 km²         |
| 67        | Nespolo                      | 208              | 8,65 km²         |
| 68        | Ascrea                       | 205              | 13,98 km²        |
| 69        | Paganico Sabino              | 162              | 9,31 km²         |
| 70        | Varco Sabino                 | 151              | 24,75 km²        |
| 71        | Collegiove                   | 127              | 10,61 km²        |
| 72        | Micigliano                   | 121              | 36,85 km²        |
| 73        | Marcetelli                   | 63               | 11,08 km²        |

## Società

### Evoluzione demografica
Dal secondo dopoguerra in poi la provincia di Rieti ha assistito ad un'emigrazione molto forte (dal 1951 al 2001 la popolazione si è ridotta di circa 34 000 abitanti), e solo a partire dagli anni 2000 si è assistito ad un'inversione della tendenza (da imputare principalmente trasferimento nella bassa Sabina (Magliano Sabino per la presenza di scuole ed ospedale, Poggio Mirteto e Montopoli per il collegamento con Roma e la presenza di moti servizi ed infine Fara in Sabina grazie al polo logistico di Passo Corese) di popolazione proveniente da Roma. Inoltre la popolazione superstite si è concentrata sempre più nel capoluogo, la cui popolazione nello stesso cinquantennio è cresciuta di circa 8 000 abitanti, mentre gli altri comuni sono andati incontro ad un fortissimo spopolamento, perdendo 42 000 abitanti.
Popolazione censita

### Etnie e minoranze straniere
Al 31 dicembre 2014 nella provincia di Rieti risultano residenti 13 036 cittadini stranieri. Le comunità più numerose sono quelle di:
- Romania 5492
- Albania 895
- Macedonia del Nord 831
- Polonia 570
- Ucraina 644

fonte Istat

### Qualità della vita
In un'indagine del Sole 24 Ore del 2009 sul BIL "Benessere Interno Lordo" colloca la provincia al 18º posto in Italia.
Nella classifica sulla qualità della vita del quotidiano Italia Oggi la provincia è classificata al 46º posto.
| 2006 | 2007 | 2008 | 2009 | 2010 | 2011 | 2012 | 2013 | 2014 | 2015 | 2016 |
| ---- | ---- | ---- | ---- | ---- | ---- | ---- | ---- | ---- | ---- | ---- |
| 71   | 56   | 51   | 43   | 63   | 75   | 75   | 74   | 78   | 83   | 75   |

#### Dati occupazionali
Secondo i dati pubblicati dall'Istat nel 2007, la disoccupazione nella provincia era del 5,3% a fronte di un dato nazionale del 6,1% e di uno regionale del 6,4%. Dato questo che secondo i sindacati non coinciderebbe con la realtà, considerando che in base a i dati del Centro per l'Impiego della Provincia di Rieti i cittadini in cerca di lavoro nello stesso anno erano circa 29.000 e non 3.000 come ricavabile dai dati dell'istituto nazionale. Nel 2008, in base all'analisi realizzata dal Sole 24 Ore il 59,5% dei giovani tra i 25 e i 34 anni di età possiedono un posto di lavoro di qualche tipo, a fronte di una media nazionale del 60,4%, dato questo che colloca la Provincia di Rieti al 62º posto tra i 103 capoluoghi di provincia italiani. Nel 2011 la disoccupazione giovanile ha raggiunto il drammatico dato del 35%, uno dei peggiori dati a livello europeo.

## Economia
Al 2016 il PIL totale della provincia equivale a 2,909 miliardi di euro, pari a 18400 euro pro capite, in netto calo rispetto al decennio scorso. Al 2016 il 3,42% del valore aggiunto viene prodotto dall'agricoltura, il 15,43% dal settore secondario e l'81,14% dai servizi.L'economia era prevalentemente agricola fino a pochi decenni fa (ancora nel 1951 produceva il 41,7% del valore netto e scese sotto il 10% solo negli anni Settanta). L'industrializzazione risale ad inizio Novecento; negli ultimi decenni il settore secondario è cresciuto dal 12,4% del 1951 fino a sfiorare il 30% negli anni Ottanta, mentre oggi è in flessione.
Lo sviluppo economico della provincia di Rieti è disomogeneo: la parte montana, da Rieti in su, è prevalentemente agricola e i piccoli paesi sono stati colpiti da un forte spopolamento, con le uniche attività industriali e commerciali concentrate nel capoluogo; al contrario nella bassa Sabina, divenuta a tutti gli effetti un satellite nell'orbita della Capitale, si è verificata un'industrializzazione più diffusa e la popolazione è cresciuta per effetto dell'immigrazione dall'Urbe, con cui è collegata più efficacemente permettendo un efficace pendolarismo. Quest'ultimo è un fenomeno molto diffuso, non solo nella bassa Sabina: infatti la provincia di Rieti è la settima in Italia per percentuale di residenti che lavorano fuori provincia con 13 100 persone (pari al 22% degli occupati), impiegate per la stragrande maggioranza nella Capitale (9 400 unità).

### Agricoltura

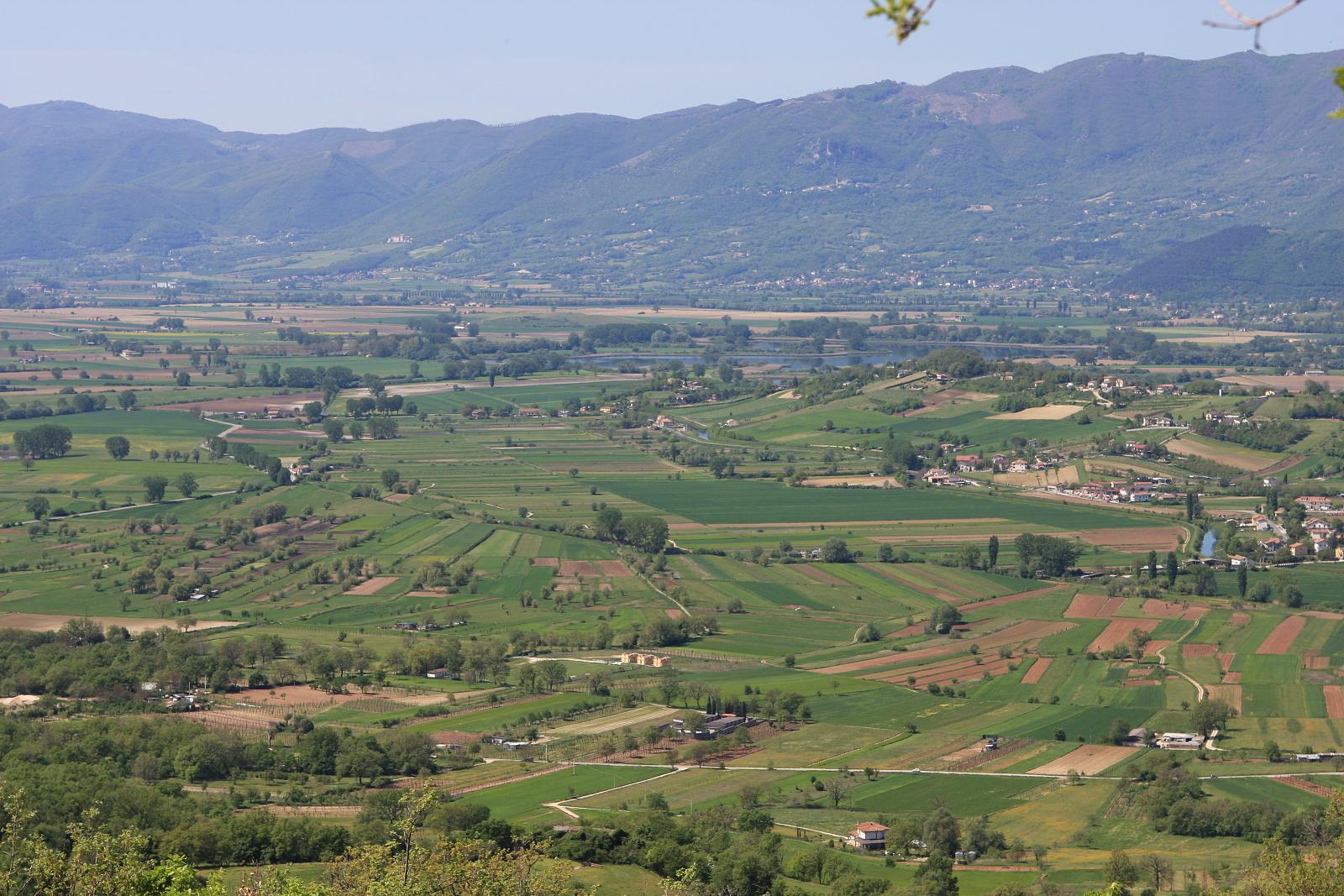
La Piana Reatina

Secondo i dati ISTAT del 2010, con riferimento alle coltivazioni legnose, superfici a pascolo e boschive escluse, preponderante è la coltivazione di olive per olio, mais ed frumento tenero.
L'agricoltura è praticata principalmente nel territorio della fertile Piana Reatina, dove le coltivazioni più diffuse sono grano, granturco, ortaggi e girasoli, e in passato il guado e la barbabietola da zucchero, che alimentava lo zuccherificio di Rieti. Il grano Rieti originario, già famoso per le sue qualità, all'inizio del Novecento fu studiato e migliorato dall'agronomo Nazareno Strampelli, che riuscì a produrre frumenti dotati di maggiore rendita e resistenza, il cui impiego fu incoraggiato dal regime fascista con la battaglia del grano.

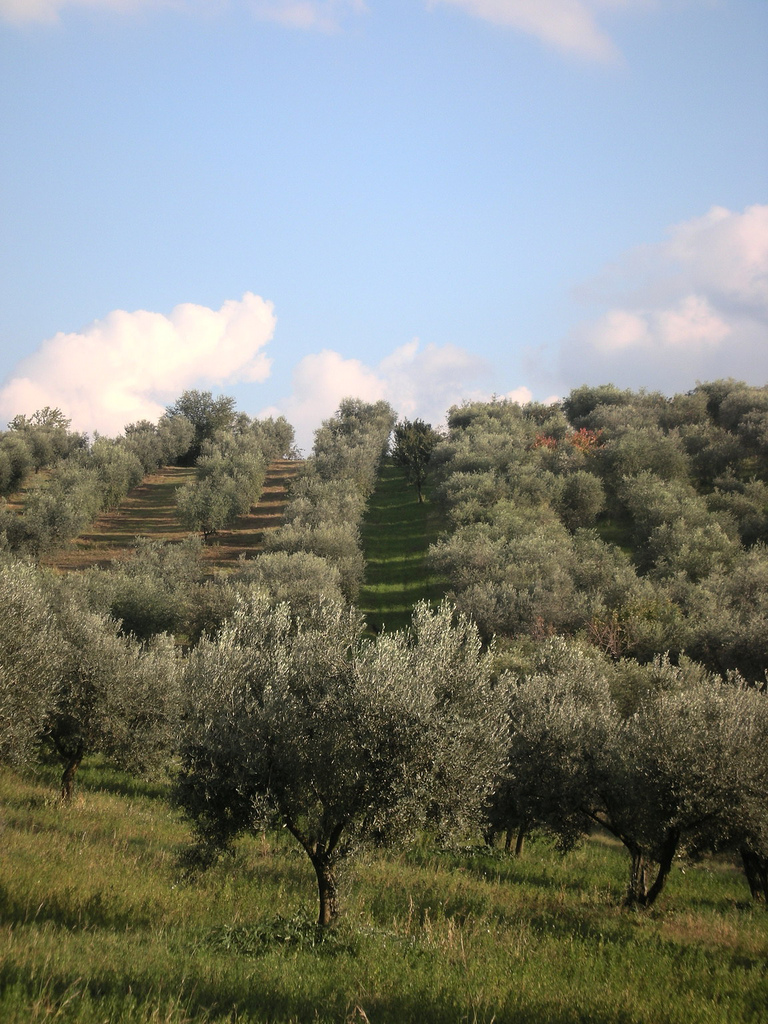
Uliveto a Fara Sabina

Una coltivazione tipica del territorio collinare della bassa Sabina è l'oliveto; la provincia è un grande produttore di olio d'oliva e fa parte dell'associazione nazionale città dell'olio.A causa dello spopolamento,del frazionamento dei terreni,delle difficoltà morfologiche e della poca innovazione la provincia di Rieti (escluse sporadiche zone) assiste sempre di più ad un abbandono dei terreni agricoli che negli anni ha portato al'aumento di incendi e cinghiali ;ad esempio gli uliveti vengono abbandonati poiché le qualità di un tempo (soprattutto quelle più famose e redditizie come la carboncella) non producono più e non resistono ai climi odierni.La poca innovazione ha portato anche alla scomparsa dell'artigianato e di molte altre attività legate all'agroalimentare.Al giorno d'oggi la quasi totalità dei terreni non abbandonati è adibita ad uliveto o erbai , nonostante l'abbondanza di acqua in tutte le zone)
| Pos. | Utilizzazione dei terreni     | Ettari    |
| ---- | ----------------------------- | --------- |
| 1    | Boschi cedui                  | 48 497,43 |
| 2    | Pascoli utilizzati            | 40 042,93 |
| 3    | Boschi a fustaia              | 27 459,74 |
| 4    | Prati permanenti (utilizzati) | 11 060,06 |
| 5    | Olive per olio                | 10 468,75 |
| 6    | Altra superficie boscata      | 8 796,15  |
| 7    | Erba medica                   | 7 730,82  |
| 8    | Altri erbai                   | 3 116,84  |
| 9    | Mais                          | 2 097,33  |
| 10   | Frumento tenero e spelta      | 1 893,47  |

### Industria
I maggiori poli industriali sono il Nucleo industriale di Rieti-Cittaducale, quello di Borgorose e il polo logistico di Passo Corese.

### Servizi
Il terziario, che alla fondazione della provincia era costituito soprattutto dalla nascente burocrazia locale e dal piccolo commercio, è cresciuto continuamente e rapidamente fino a superare il 50% negli anni Cinquanta ed il 70% nella seconda metà degli anni Novanta.

### Turismo

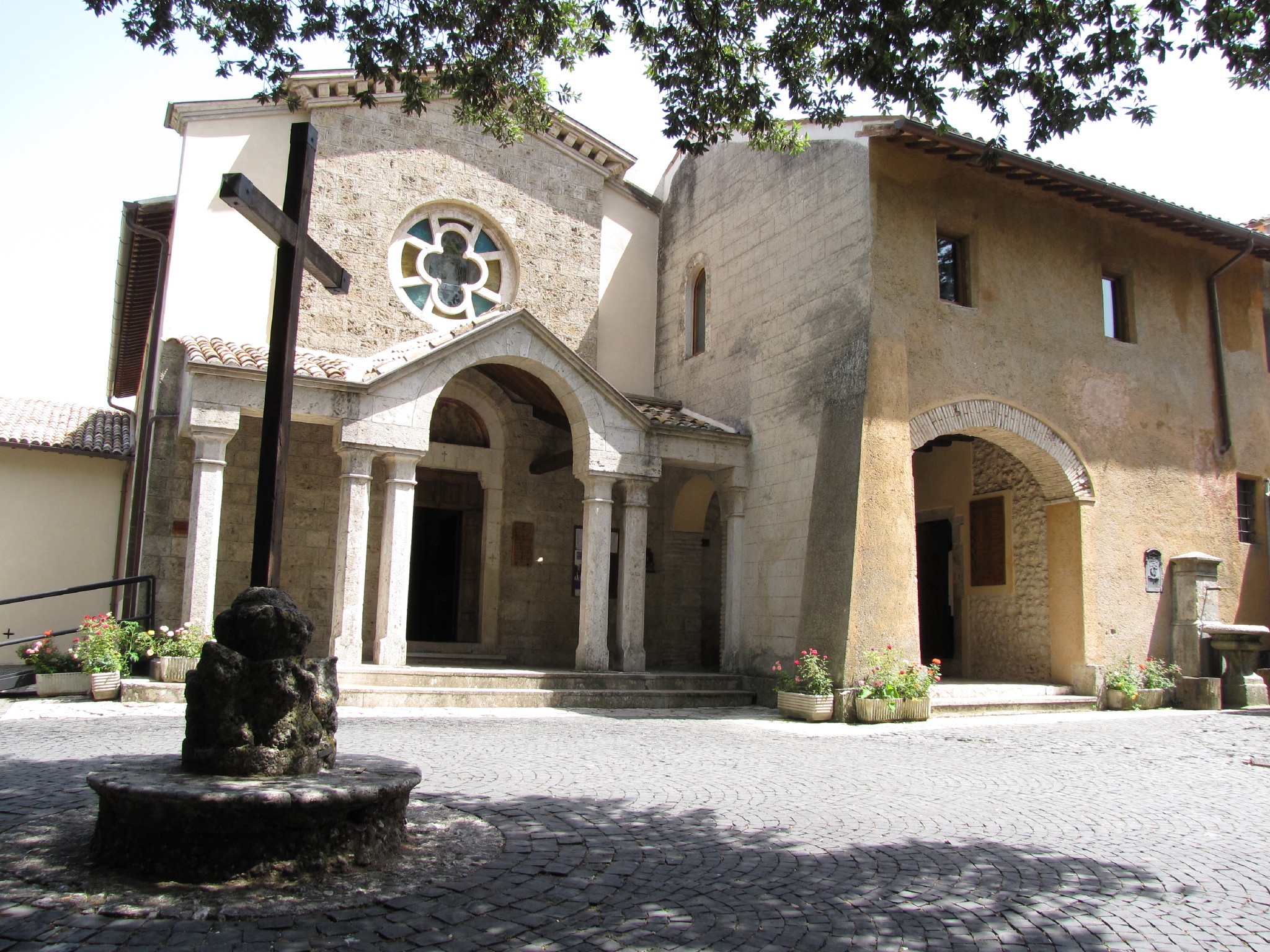
Il santuario di Fonte Colombo

Il turismo non è una fonte di reddito determinante ma sono moltissime le potenziali attrattive del territorio, che le amministrazioni comunali e provinciale stanno cercando di valorizzare.
La maggiore concentrazione di strutture alberghiere e turistiche è sulla stazione sciistica del Monte Terminillo, una delle più antiche dell'Appennino, oggi messo in crisi dalle infrastrutture datate e dalla concorrenza delle località abruzzesi.
Altri settori di cui può avvantaggiarsi l'industria turistica sono il turismo religioso (i quattro santuari francescani della Valle Santa, il cammino di Francesco), il turismo dell'arte (grazie ai centri storici medievali di molte città e borghi, come quelli di Rieti e Labro), il turismo naturalistico (laghi Lungo e Ripasottile, Salto e Turano, ciclovia della Conca Reatina, le aree protette montane) il turismo del benessere (terme di Cotilia, sorgenti di Fonte Cottorella) e quello enogastronomico (olio d'oliva della Sabina, pasta all'Amatriciana, patata di Leonessa, porchetta di Poggio Bustone, lenticchia di Rascino).

## Infrastrutture e trasporti

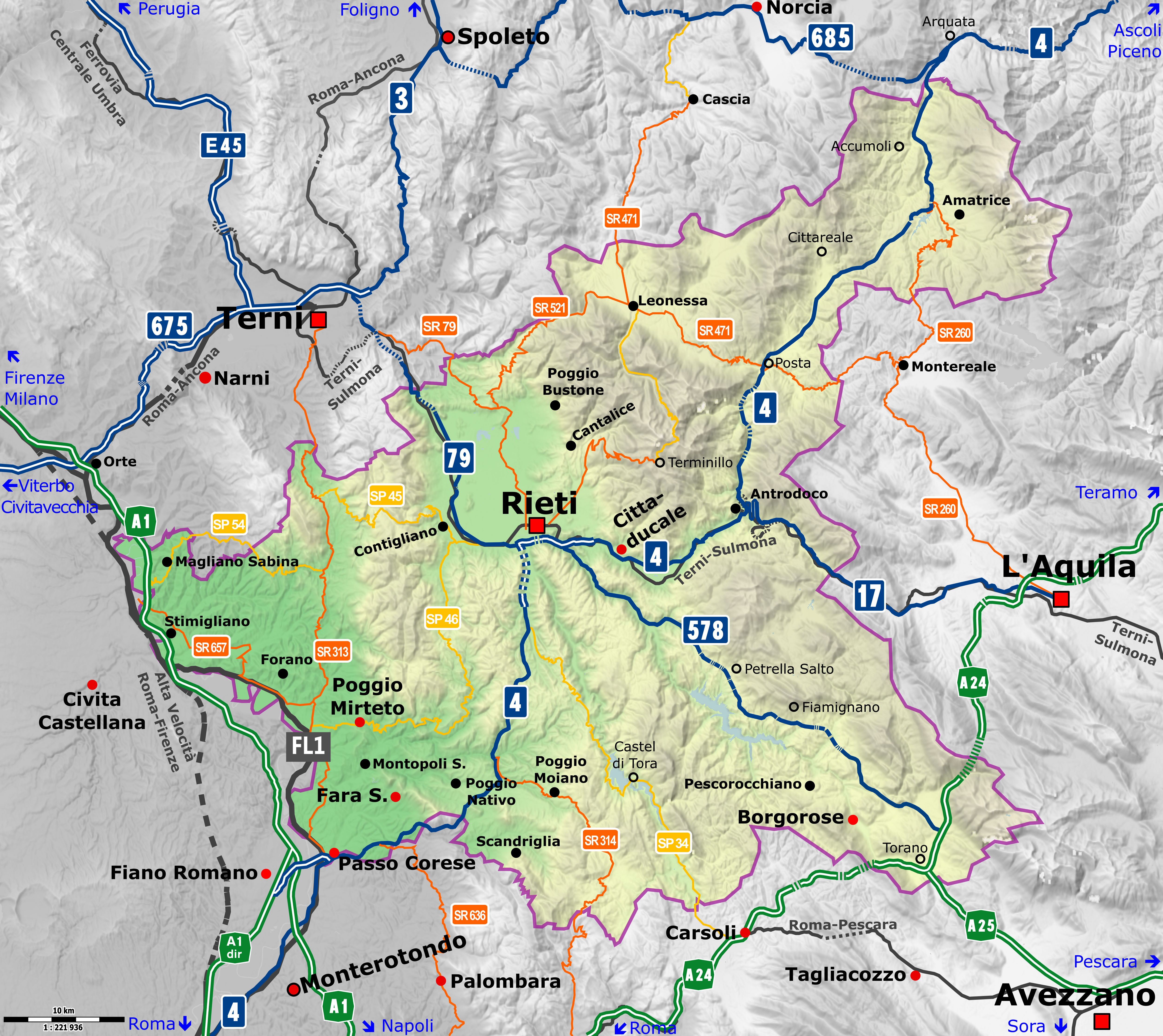
Mappa dei trasporti nella provincia di Rieti.

Con un indice di 47.2, la provincia di Rieti è ultima del centro Italia e tra le ultime a livello nazionale per dotazione infrastrutturale, piazzandosi al 95º posto su 107 province.

### Strade

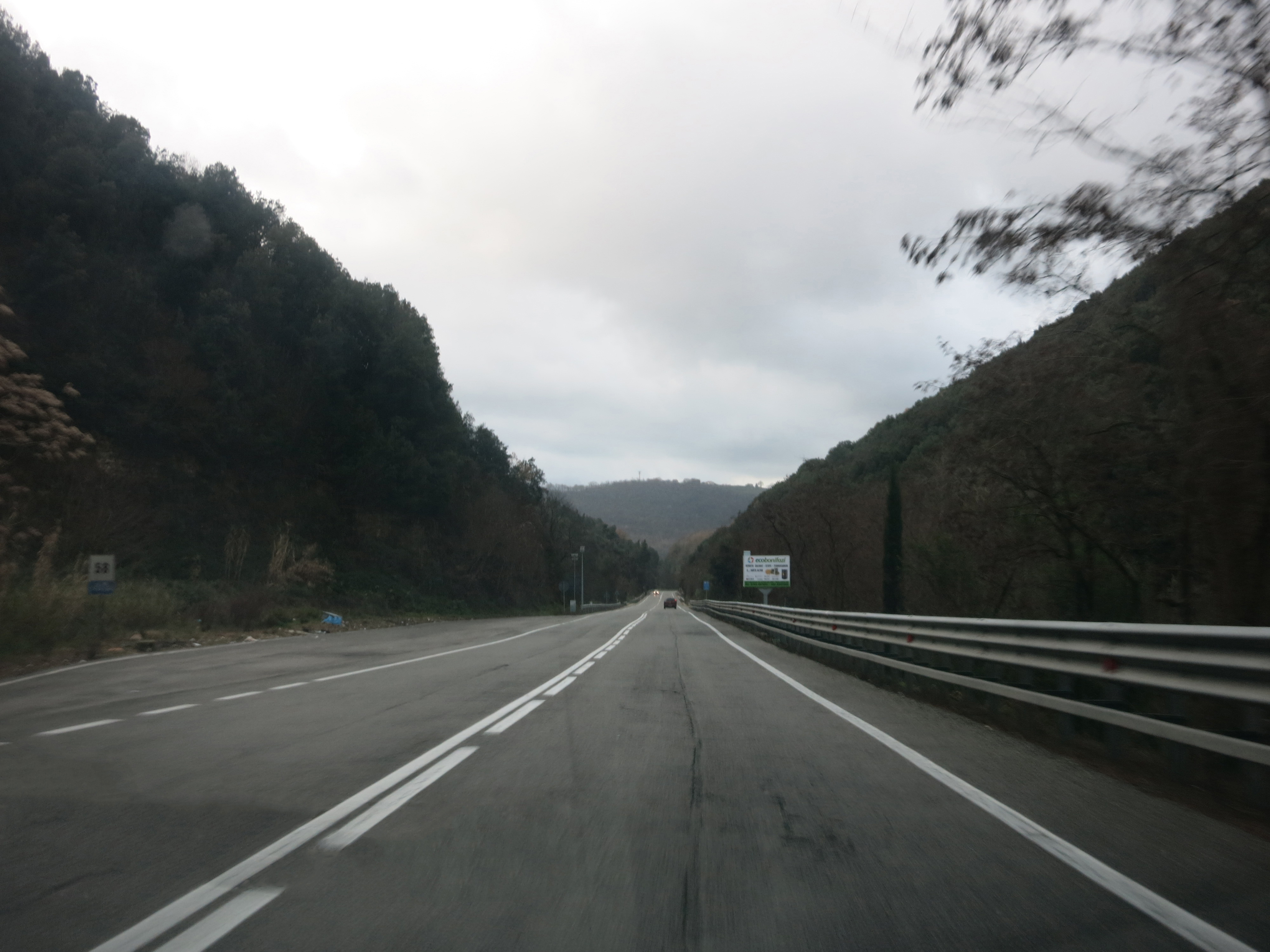
La Salaria nei pressi di Poggio San Lorenzo

La più importante infrastruttura viaria della provincia di Rieti, che sin dall'antichità ha caratterizzato il territorio della Sabina, è la statale 4 Via Salaria, che fa da dorsale all'intera provincia attraversandola da sud-ovest (la bassa Sabina) a nord-est (l'amatriciano e l'alta valle del Velino), passando per il capoluogo Rieti, e la collega con Roma, Ascoli Piceno e l'Adriatico, valicando l'appennino tra Lazio e Marche al passo della Torrita. Si tratta tuttavia di una strada ad una corsia per senso di marcia per quasi tutta la sua lunghezza e con frequenti intersezioni a raso. Altre importanti strade della provincia di Rieti sono la statale 79 bis Ternana che attraversa la Piana Reatina e varca le Marmore collegando Rieti a Terni e da lì all'E45 (per Perugia) e alla statale 675 Umbro-Laziale (per Viterbo, per il casello di Orte dell'A1 e per Civitavecchia); la strada statale 578 Salto Cicolana, che attraversa interamente il Cicolano collegando Rieti ad Avezzano e al casello Valle del Salto delle A24 ed A25; infine la statale 17 dell'Appennino Abruzzese ed Appulo-Sannitico che, diramandosi dalla Salaria ad Antrodoco, collega la parte centrale della provincia a L'Aquila attraverso il valico di Sella di Corno. Complessivamente, nelle strade della provincia di Rieti si trovano quattro dei cento punti con la maggiore incidentalità della rete stradale italiana.
La viabilità autostradale gioca un ruolo secondario, dal momento che la rete autostradale nazionale attraversa il territorio molto marginalmente. L'Autostrada del Sole lambisce la provincia sul lato occidentale, seguendo grossomodo il confine con le province di Viterbo e Roma; nel territorio reatino ricadono solo 13 km ed il casello di Magliano Sabina, ma i successivi svincoli, pur posti nella provincia di Roma, servono anche i comuni di confine della bassa Sabina (specialmente il casello di Fiano Romano, che è collegato alla Salaria da un'apposita diramazione). Inoltre l'autostrada A24 Roma-L'Aquila per circa 16 km attraversa il territorio del comune di Borgorose (al confine sud-est della provincia), dove in località Torano si trova il casello Valle del Salto ed ha origine l'autostrada A25 per Pescara.
Tra i collegamenti stradali secondari si ricordano la strada regionale 4 bis del Terminillo, la regionale 260 Picente, la regionale 313 di Passo Corese, la regionale 314 Licinese, la regionale 471 di Leonessa, regionale 521 di Morro, la regionale 577 del Lago di Campotosto, la regionale 636 di Palombara, la regionale 657 Sabina e infine la rete delle strade provinciali.

### Ferrovie
Linee a trazione diesel
     Linee elettrificate
     Linee ad alta velocità

Mappa ferroviaria della provincia di Rieti
Linee a trazione diesel
Linee elettrificate
Linee ad alta velocità

Particolarmente sottosviluppata è la rete ferroviaria: fatta 100 la media italiana, la dotazione ferroviaria provinciale ha un indice di 40,9. L'unica ferrovia di grande importanza che attraversa il territorio provinciale è la Roma-Orte (linea lenta), e sebbene questa attraversi solo marginalmente la provincia, nei 33 km interni al suo territorio ricadono cinque stazioni che servono alcune località di confine della bassa Sabina: Fara Sabina-Montelibretti, Poggio Mirteto, Gavignano Sabino, Stimigliano e Collevecchio. Su questa linea si svolge il servizio regionale FL1, con treni ogni 15 minuti per Roma Tiburtina e l'aeroporto di Fiumicino. Il più importante nodo ferroviario della provincia è la stazione di Fara Sabina-Montelibretti, che essendo facilmente raggiungibile tramite la statale Salaria è la porta di accesso via treno a Roma di tutto il territorio a monte della ferrovia, compreso il capoluogo Rieti; vi transitano ogni anno circa un milione e trecentomila passeggeri.
L'unica altra ferrovia della provincia è la linea secondaria Terni-Rieti-L'Aquila-Sulmona, a binario unico e non elettrificata, che si estende nel suo territorio per 63 km e collega all'Umbria e all'Abruzzo il capoluogo Rieti e località della parte centrale del territorio quali Greccio, Contigliano, Cittaducale, Castel Sant'Angelo e Antrodoco-Borgo Velino, tramite i tortuosi valichi di Sella di Corno e Marmore.
Molti sono i progetti ferroviari irrealizzati. La provincia avrebbe dovuto essere attraversata dalla Ferrovia Salaria (Roma-Rieti-Ascoli Piceno-San Benedetto del Tronto), che avrebbe formato un collegamento trasversale tra i due mari e fu più volte progettata sin dalla fine dell'Ottocento, ma per problemi economici e burocratici non arrivò mai ad essere realizzata; doveva attraversarla anche la ferrovia Rieti-Avezzano, che con la Rieti-Terni avrebbe formato una dorsale nord-sud, anch'essa mai realizzata.